# Mathew Kojo Kum
Mathew Kojo Kum (nascido em 31 de agosto de 1945) é um político ganense e ex-membro do primeiro Parlamento da Quarta República, representando o círculo eleitoral de Tarkwa-Nsuaem na região ocidental do Gana. Ele representou o Congresso Nacional Democrata.

## Política
Kum foi eleito para o Parlamento pela primeira vez pela lista do Congresso Nacional Democrático para o Grupo Constituinte de Tarkwa-Nsuaem na Região Ocidental do Gana durante as eleições gerais de 1992 no Gana. Ele foi derrotado por Joseph Ghansah do Partido do Povo.
Kum é Gerente Administrativo por Profissão e ex-membro do Parlamento do Grupo Constituinte Tarkwa-Nsuaem na Região Ocidental de Gana.

## Vida pessoal
Kum é cristão.